# Mihilți, Plovdiv
Mihilți (în bulgară Михилци) este un sat în comuna Hisarea, regiunea Plovdiv,  Bulgaria. 

## Demografie
Componența etnică a satului Mihilți
     Bulgari (91,74%)
     Romi (7,79%)
     Nicio identificare (0,45%)
     Altele (0%)
La recensământul din 2011, populația satului Mihilți era de 218 locuitori. Din punct de vedere etnic, majoritatea locuitorilor (91,74%) erau bulgari, cu o minoritate de romi (7,79%). Pentru 0,45% din locuitori nu este cunoscută apartenența etnică.